# Croix des Ciseaux
La croix des Ciseaux est une croix monumentale située à Alleyrac, en France.

## Généralités
La croix est située sur le vieux chemin d'Alleyrac à Salettes, sur le territoire de la commune d'Alleyrac, dans le département de la Haute-Loire, en région Auvergne-Rhône-Alpes, en France.

## Historique
La croix est datée de 1853.

## Description
La croix se distingue par sa simplicité, présentant un socle en forme de pyramide tronquée orné de ciseaux sculptés en relief.

## Folklore
Selon une histoire locale, la croix aurait été commandée à un tailleur de pierres du village par un autre tailleur, spécialisé dans la confection de vêtements, pour exprimer sa reconnaissance envers Dieu de lui avoir permis de retrouver ses ciseaux égarés pendant son trajet.